# Moon Embracing the Sun
Moon Embracing the Sun (hangul: 해를 품은 달; rr: Haereul Pum-eun Dal; MR: Haerŭl P'umŭn Dal), também conhecida como The Moon That Embraces the Sun ou ainda  The Sun and the Moon) é uma série de televisão sul-coreana exibida pela MBC TV de 4 de janeiro a 15 de março de 2012, com um total de vinte episódios. É estrelada por Kim Soo-hyun, Han Ga-in, Jung Il-woo e Kim Min-seo. A série é adaptada do romance de mesmo nome de Jung Eun-gwol. Seu enredo refere-se a uma história de amor secreta entre um rei fictício da dinastia Joseon e uma xamã, tendo como pano de fundo o palácio tradicional coreano, os conflitos e a conspiração pela competição pelos poderes políticos.
Moon Embracing the Sun atingiu picos médios de audiência de 35% e venceu diversos prêmios, incluindo o de Melhor Drama no Baeksang Arts Awards e MBC Drama Awards, realizados no mesmo ano.

## Enredo
Uma jovem xamã de nome Ari (Jang Young-nam) da Casa Real de Astrologia, testemunha o assassinato de um dos filhos do rei, considerado um potencial rival para o trono. Ela recebe ajuda da esposa grávida do Chefe Escolar do palácio ao ser perseguida e em gratidão, promete proteger a criança, mesmo na morte. Sabendo que sua morte está próxima, Ari implora a sua amiga também xamã, Nok-yeong (Jeon Mi-seon), que cuide da criança em seu lugar, que possui segundo ela, um destino nobre. Anos mais tarde, a criança cresce e se torna uma jovem de treze anos chamada Heo Yeon-woo (Kim Yoo-jung/Han Ga-in). Durante uma cerimônia no palácio, ela conhece o príncipe herdeiro Lee Hwon (Yeo Jin-goo/Kim Soo-hyun) e ambos se apaixonam. Enquanto isso, Yeom (Yim Si-wan/Song Jae-hee) irmão mais velho de Yeon-woo, torna-se tutor do príncipe herdeiro, enquanto ela juntamente com Bo-kyung (Kim So-hyun/Kim Min-seo), a filha do primeiro-ministro do palácio, se tornam companheiras da princesa Min-Hwa (Jin Ji-hee/Nam Bo-ra).
Yeon-woo se destaca no palácio e torna-se a escolhida para se casar com o príncipe Lee Hwon, mas essa decisão perturba o príncipe Yang Myung (Lee Min-ho/Jung Il-woo), o meio-irmão do príncipe herdeiro, que também conheceu e se apaixonou por Yeon-woo, bem como Bo-kyung e seu pai corrupto, o primeiro-ministro Yoon (Kim Eung-soo). Antes que Lee Hwon e Yeon-woo possam se casar, a Rainha Dowager (Kim Young-ae) secretamente ordena a xamã Nok-yeong que lance uma maldição sobre Yeon-woo para afligi-la com uma doença que levará à sua morte, fazendo com que Nok-yeong (Jeon Mi-seon) quebre sua promessa de proteger Yeon-woo.

## Elenco

### Principal
- Kim Soo-hyun[1] como o Príncipe Herdeiro/Rei Lee Hwon (李暄) / Rei Taejong
  - Yeo Jin-goo como Lee Hwon aos quinze anos

Destinado a ser o primeiro sol, ele é o inteligente príncipe herdeiro de Joseon, que procura uma mudança. Ele experimenta o amor pela primeira vez quando conhece Yeon-woo, mas infelizmente ela de repente adoece. Oito anos depois, ele se torna um rei que mal sorri. Um dia encontra uma xamã parecida com Yeon-woo, de nome Wol, e desconfiando de sua morte decide investigar.
- Han Ga-in[2] como Heo Yeon-woo (許煙雨) / xamã Wol (月)
  - Kim Yoo-jung como Heo Yeon-woo aos treze anos

Destinada a ser a primeira Lua, ela é filha de uma família nobre que está ganhando poder na corte real. Inteligente e bem-amada, foi escolhida como a Princesa da Coroa, mas misteriosamente adoeceu antes da cerimônia de casamento real. Oito anos depois, Lee Hwon desconfia de sua semelhança como uma xamã chamada Wol, que entra no palácio.
- Jung Il-woo[3] como o Príncipe Yang-myung (陽明)
  - Lee Min-ho como Yang-myung jovem

Destinado a ser o segundo Sol, ele é o meio irmão mais velho de Lee Hwon. Yang-myung sempre parece ser tratado injustamente por seu pai, o rei Seongjo. No entanto, seu pai revela que, o tratamento duro que recebeu foi feito para manter as aparências, a fim de proteger Lee Hwon. É aparentemente um homem despreocupado e ferozmente leal àqueles que ama, e luta para conciliar seu amor não correspondido por Yeon-woo com o amor fraternal por seu irmão real Lee Hwon.
- Kim Min-seo como Yoon Bo-kyung （尹寶鏡）
  - Kim So-hyun como Yoon Bo-kyung jovem

Destinada a ser a segunda lua, ela entra no palácio como companheira da princesa Min-hwa. Bo-kyung foi usada como uma ferramenta pela Rainha Dowager a fim de conseguir mais poder, tentando torná-la a Princesa Herdeira. Oito anos depois, torna-se uma pessoa amargurada e infeliz.

### Estendido
| - Sunwoo Jae-duk como Heo Young-jae, pai de Yeom e Yeon-woo - Yang Mi-kyung como Shin Jung-kyung/Madame Heo, mãe de Yeom e Yeon-woo - Song Jae-hee como Heo Yeom - Yim Si-wan como Heo Yeom aos dezessete anos - Yoon Seung-ah como Seol - Seo Ji-hee como Seol jovem - Kim Young-ae como a rainha Dowager Jung-hui - Ahn Nae-sang como o rei Sung-jo - Kim Sun-kyung como a rainha So-hye - Kim Ye-ryeong como Senhora Park - Nam Bo-ra como a princesa Min-hwa - Jin Ji-hee como a princesa Min-hwa jovem - Song Jae-rim como Kim Jae-woon - Lee Won-keun como Kim Jae-woon aos quinze anos - Jung Eun-pyo como o eunuco Hyung-sun - Kim Min-kyung como Senhora Min da corte - Chu Gwi-jung como Senhora Jo da corte | - Jeon Mi-seon como xamã Jang Nok-young - Kim Ik-tae como taoísta Hye Gak - Bae Noo-ri como Jan-shil - Jo Min-ah como Jan-shil jovem - Jang Young-nam como xamã Ari (participação ep 1) - Kim Eung-soo como Yoon Dae-hyung, pai de Bo-kyung - Jang Hee-soo como Mrs Kim, mãe de Bo-kyung - Seo Hyun-chul como Shim San - Lee Seung-hyung como Han Jae-gil - Kim Seung-wook como Yoon Soo-chan - Yoon Hee-seok como Hong Gyu-tae, guru em Uigeumbu |

## Recepção
De acordo com a AGB Nielsen Media Research, o episódio de estréia alcançou uma audiência nacional de 18%, em seu terceiro episódio a série atingiu o primeiro lugar com uma audiência de 23,2 %, à frente das séries Take Care of Us, Captain da SBS e Wild Romance da KBS. O final da série registrou suas maiores pontuações, com uma audiência de 42,2% em todo o país e com uma média de 45,8% na região metropolitana de Seul.
Na tabela abaixo, os números azuis representam as audiências mais baixas e os números vermelhos representam as audiências mais elevadas.
| Episódio | Data de transmissão     | Audiência média | Audiência média              | Audiência média | Audiência média              |
| Episódio | Data de transmissão     | TNmS Ratings    | TNmS Ratings                 | AGB Nielsen     | AGB Nielsen                  |
| Episódio | Data de transmissão     | Em todo o país  | Região Metropolitana de Seul | Em todo o país  | Região Metropolitana de Seul |
| -------- | ----------------------- | --------------- | ---------------------------- | --------------- | ---------------------------- |
| 1        | 4 de janeiro de 2012    | 15.0%           | 16.9%                        | 18.0%           | 19.7%                        |
| 2        | 5 de janeiro de 2012    | 17.3%           | 20.8%                        | 19.9%           | 22.2%                        |
| 3        | 11 de janeiro de 2012   | 19.4%           | 22.3%                        | 23.2%           | 26.1%                        |
| 4        | 12 de janeiro de 2012   | 20.6%           | 25.1%                        | 23.4%           | 26.0%                        |
| 5        | 18 de janeiro de 2012   | 21.6%           | 24.9%                        | 24.9%           | 28.3%                        |
| 6        | 19 de janeiro de 2012   | 25.9%           | 28.6%                        | 29.3%           | 32.9%                        |
| 7        | 25 de janeiro de 2012   | 25.5%           | 28.8%                        | 29.7%           | 33.8%                        |
| 8        | 26 de janeiro de 2012   | 26.2%           | 29.4%                        | 31.7%           | 35.3%                        |
| 9        | 1 de fevereiro de 2012  | 28.4%           | 32.3%                        | 34.5%           | 38.9%                        |
| 10       | 2 de fevereiro de 2012  | 30.5%           | 35.1%                        | 37.1%           | 40.5%                        |
| 11       | 8 de fevereiro de 2012  | 34.3%           | 38.6%                        | 37.1%           | 41.7%                        |
| 12       | 9 de fevereiro de 2012  | 33.7%           | 37.8%                        | 37.1%           | 40.8%                        |
| 13       | 15 de fevereiro de 2012 | 34.6%           | 39.3%                        | 38.4%           | 42.9%                        |
| 14       | 16 de fevereiro de 2012 | 37.2%           | 42.0%                        | 37.6%           | 42.1%                        |
| 15       | 22 de fevereiro de 2012 | 37.7%           | 42.6%                        | 39.1%           | 43.1%                        |
| 16       | 23 de fevereiro de 2012 | 39.8%           | 45.5%                        | 41.3%           | 46.1%                        |
| 17       | 29 de fevereiro de 2012 | 33.3%           | 36.1%                        | 36.0%           | 39.7%                        |
| 18       | 1 de março de 2012      | 40.7%           | 47.0%                        | 41.2%           | 45.8%                        |
| 19       | 14 de março de 2012     | 38.9%           | 42.9%                        | 38.7%           | 41.8%                        |
| 20       | 15 de março de 2012     | 42.3%           | 46.5%                        | 42.2%           | 45.8%                        |
| Média    | Média                   | 30.1%           | 34.1%                        | 33.0%           | 36.7%                        |
| Especial | 7 de março de 2012      | 24.7%           | 26.0%                        | 24.5%           | 26.9%                        |
| Especial | 8 de março de 2012      | 19.8%           | 21.7%                        | 19.2%           | 20.1%                        |

## Prêmios e indicações
| Ano  | Prêmio                                       | Categoria                                         | Beneficiário                | Resultado |
| ---- | -------------------------------------------- | ------------------------------------------------- | --------------------------- | --------- |
| 2012 | Baeksang Arts Awards                         | Melhor Drama                                      | Moon Embracing the Sun      | Venceu    |
| 2012 | Baeksang Arts Awards                         | Melhor Diretor (TV)                               | Kim Do-hoon & Lee Seong-jun | Indicado  |
| 2012 | Baeksang Arts Awards                         | Melhor Ator (TV)                                  | Kim Soo-hyun                | Venceu    |
| 2012 | Baeksang Arts Awards                         | Melhor Ator Revelação (TV)                        | Yeo Jin-goo                 | Indicado  |
| 2012 | Baeksang Arts Awards                         | Melhor Atriz Revelação (TV)                       | Kim Yoo-jung                | Indicado  |
| 2012 | Baeksang Arts Awards                         | Ator Mais Popular (TV)                            | Kim Soo-hyun                | Indicado  |
| 2012 | Baeksang Arts Awards                         | Ator Mais Popular (TV)                            | Jung Il-woo                 | Indicado  |
| 2012 | Baeksang Arts Awards                         | Ator Mais Popular (TV)                            | Yeo Jin-goo                 | Indicado  |
| 2012 | Baeksang Arts Awards                         | Ator Mais Popular (TV)                            | Yim Si-wan                  | Indicado  |
| 2012 | Baeksang Arts Awards                         | Atriz Mais Popular (TV)                           | Han Ga-in                   | Indicado  |
| 2012 | Baeksang Arts Awards                         | Atriz Mais Popular (TV)                           | Kim Yoo-jung                | Indicado  |
| 2012 | Mnet 20's Choice Awards                      | 20 Estrelas de Drama – Masculino                  | Kim Soo-hyun                | Venceu    |
| 2012 | Mnet 20's Choice Awards                      | Próximo aos 20 Anos                               | Yeo Jin-goo                 | Venceu    |
| 2012 | Mnet 20's Choice Awards                      | Próximo aos 20 Anos                               | Kim Yoo-jung                | Indicado  |
| 2012 | Korea Broadcasting Prize                     | Melhor Ator                                       | Kim Soo-hyun                | Venceu    |
| 2012 | Shanghai Television Festival Magnolia Awards | Prêmio de Prata de Melhor Série de TV Estrangeira | Moon Embracing the Sun      | Venceu    |
| 2012 | Seoul International Drama Awards             | Drama Coreano de Destaque                         | Moon Embracing the Sun      | Indicado  |
| 2012 | Seoul International Drama Awards             | Ator Coreano de Destaque                          | Kim Soo-hyun                | Indicado  |
| 2012 | Seoul International Drama Awards             | Atriz Coreana de Destaque                         | Han Ga-in                   | Indicado  |
| 2012 | Mnet Asian Music Awards                      | Melhor Trilha Sonora Original                     | Back in Time - Lyn          | Indicado  |
| 2012 | Pierson Movie Festival                       | Melhor Ator Infantil                              | Yeo Jin-goo                 | Venceu    |
| 2012 | Pierson Movie Festival                       | Melhor Atriz Infantil                             | Kim Yoo-jung                | Venceu    |
| 2012 | Korea Drama Awards                           | Grande Prêmio                                     | Kim Soo-hyun                | Indicado  |
| 2012 | Korea Drama Awards                           | Melhor Drama                                      | Moon Embracing the Sun      | Indicado  |
| 2012 | Korea Drama Awards                           | Prêmio de Excelência, Atriz                       | Jeon Mi-seon                | Indicado  |
| 2012 | Korea Drama Awards                           | Melhor Ator Revelação                             | Yim Si-wan                  | Indicado  |
| 2012 | Korea Drama Awards                           | Melhor Ator/Atriz Jovem                           | Kim Yoo-jung                | Indicado  |
| 2012 | Korea Drama Awards                           | Melhor Ator/Atriz Jovem                           | Kim So-hyun                 | Indicado  |
| 2012 | Korea Drama Awards                           | Melhor Ator/Atriz Jovem                           | Yeo Jin-goo                 | Indicado  |
| 2012 | Korea Drama Awards                           | Melhor Trilha Sonora Original                     | Back in Time - Lyn          | Venceu    |
| 2012 | K-Drama Star Awards                          | Prêmio Top Excelência, Atriz                      | Han Ga-in                   | Indicado  |
| 2012 | K-Drama Star Awards                          | Prêmio de Excelência, Ator                        | Kim Soo-hyun                | Venceu    |
| 2012 | K-Drama Star Awards                          | Prêmio de Atuação, Atriz                          | Jeon Mi-seon                | Indicado  |
| 2012 | K-Drama Star Awards                          | Melhor Jovem Atriz                                | Kim Yoo-jung                | Venceu    |
| 2012 | Grimae Awards                                | Melhor Conquista para uma Produção (Drama)        | Kim Sun-il, Jung Seung-woo  | Venceu    |
| 2012 | MBC Drama Awards                             | Grande Prêmio                                     | Kim Soo-hyun                | Indicado  |
| 2012 | MBC Drama Awards                             | Grande Prêmio                                     | Han Ga-in                   | Indicado  |
| 2012 | MBC Drama Awards                             | Drama do Ano                                      | Moon Embracing the Sun      | Venceu    |
| 2012 | MBC Drama Awards                             | Prêmio Top Excelência, Ator em Minisséries        | Kim Soo-hyun                | Venceu    |
| 2012 | MBC Drama Awards                             | Prêmio Top Excelência, Atriz em Minisséries       | Han Ga-in                   | Venceu    |
| 2012 | MBC Drama Awards                             | Prêmio de Excelência, Ator em Minisséries         | Jung Il-woo                 | Indicado  |
| 2012 | MBC Drama Awards                             | Prêmio de Atuação de Ouro, Ator                   | Kim Eung-soo                | Indicado  |
| 2012 | MBC Drama Awards                             | Prêmio de Atuação de Ouro, Ator                   | Jung Eun-pyo                | Indicado  |
| 2012 | MBC Drama Awards                             | Prêmio de Atuação de Ouro, Atriz                  | Yang Mi-kyung               | Venceu    |
| 2012 | MBC Drama Awards                             | Prêmio de Atuação de Ouro, Atriz                  | Jeon Mi-seon                | Indicado  |
| 2012 | MBC Drama Awards                             | Melhor Ator Revelação                             | Yim Si-wan                  | Indicado  |
| 2012 | MBC Drama Awards                             | Melhor Atriz Revelação                            | Kim Min-seo                 | Indicado  |
| 2012 | MBC Drama Awards                             | Melhor Atriz Revelação                            | Nam Bo-ra                   | Indicado  |
| 2012 | MBC Drama Awards                             | Melhor Jovem Ator                                 | Yeo Jin-goo                 | Venceu    |
| 2012 | MBC Drama Awards                             | Melhor Jovem Ator                                 | Lee Min-ho                  | Indicado  |
| 2012 | MBC Drama Awards                             | Melhor Jovem Atriz                                | Kim Yoo-jung                | Venceu    |
| 2012 | MBC Drama Awards                             | Melhor Jovem Atriz                                | Kim So-hyun                 | Venceu    |
| 2012 | MBC Drama Awards                             | Melhor Jovem Atriz                                | Jin Ji-hee                  | Indicado  |
| 2012 | MBC Drama Awards                             | Escritor do Ano                                   | Jin Soo-wan                 | Venceu    |
| 2012 | MBC Drama Awards                             | Prêmio de Popularidade                            | Kim Soo-hyun                | Venceu    |
| 2012 | MBC Drama Awards                             | Prêmio de Popularidade                            | Han Ga-in                   | Indicado  |
| 2012 | MBC Drama Awards                             | Prêmio de Popularidade                            | Yeo Jin-goo                 | Indicado  |
| 2012 | MBC Drama Awards                             | Prêmio de Popularidade                            | Jung Il-woo                 | Indicado  |
| 2012 | MBC Drama Awards                             | Prêmio de Popularidade                            | Kim Yoo-jung                | Indicado  |
| 2012 | MBC Drama Awards                             | Prêmio de Popularidade                            | Kim So-hyun                 | Indicado  |
| 2012 | MBC Drama Awards                             | Prêmio de Popularidade                            | Yim Si-wan                  | Indicado  |
| 2012 | MBC Drama Awards                             | Prêmio de Melhor Casal                            | Kim Soo-hyun & Han Ga-in    | Indicado  |
| 2012 | MBC Drama Awards                             | Prêmio de Melhor Casal                            | Kim Soo-hyun & Jung Eun-pyo | Indicado  |
| 2012 | MBC Drama Awards                             | Prêmio de Melhor Casal                            | Yeo Jin-goo & Kim Yoo-jung  | Indicado  |
| 2013 | WorldFest-Houston                            | Prêmio Especial do Júri                           | Moon Embracing the Sun      | Venceu    |

## Transmissão internacional
Em março de 2012, os direitos de transmissão da série foram vendidos a oito países asiáticos, incluindo Japão, Tailândia, Hong Kong, Singapura, Taiwan, Malásia, Indonésia e Filipinas. Na ocasião, estabeleceu-se o recorde de drama mais rentável para a MBC, que mais tarde foi superado por Arang and the Magistrate em agosto de 2012.
- Japão: NHK[17]
- Filipinas: GMA Network[18]
- Singapura: Starhub TV VV Drama[19][20]
- Irã: IRIB TV3
- Siri Lanka: Rupavahini
- Índia: Puthuyugam TV
- Myanmar: Skynet International Drama
- Tailândia: Channel 3